# 3105 Stumpff
3105 Stumpff è un asteroide della fascia principale. Scoperto nel 1907, presenta un'orbita caratterizzata da un semiasse maggiore pari a 2,2623370 au e da un'eccentricità di 0,1936344, inclinata di 6,47938° rispetto all'eclittica.
L'asteroide è dedicato a Karl Stumpff, studioso di meccanica celeste e professore di astronomia a Berlino, Graz e Gottinga.